# Nuoto ai Giochi della XV Olimpiade
Le gare di nuoto ai Giochi della XV Olimpiade vennero disputate dal 26 luglio al 2 agosto 1952 allo stadio olimpico del nuoto di Helsinki. 
Come a Londra 1948 si disputarono 6 gare maschili e 5 gare femminili.

## Programma
| Nuoto ai Giochi della XV Olimpiade | Nuoto ai Giochi della XV Olimpiade | Nuoto ai Giochi della XV Olimpiade | Nuoto ai Giochi della XV Olimpiade | Nuoto ai Giochi della XV Olimpiade | Nuoto ai Giochi della XV Olimpiade | Nuoto ai Giochi della XV Olimpiade | Nuoto ai Giochi della XV Olimpiade | Nuoto ai Giochi della XV Olimpiade | Nuoto ai Giochi della XV Olimpiade | Nuoto ai Giochi della XV Olimpiade | Nuoto ai Giochi della XV Olimpiade | Nuoto ai Giochi della XV Olimpiade | Nuoto ai Giochi della XV Olimpiade | Nuoto ai Giochi della XV Olimpiade | Nuoto ai Giochi della XV Olimpiade | Nuoto ai Giochi della XV Olimpiade | Nuoto ai Giochi della XV Olimpiade |
| Eventi / Giorni                    | Luglio/Agosto 1952                 | Luglio/Agosto 1952                 | Luglio/Agosto 1952                 | Luglio/Agosto 1952                 | Luglio/Agosto 1952                 | Luglio/Agosto 1952                 | Luglio/Agosto 1952                 | Luglio/Agosto 1952                 | Luglio/Agosto 1952                 | Luglio/Agosto 1952                 | Luglio/Agosto 1952                 | Luglio/Agosto 1952                 | Luglio/Agosto 1952                 | Luglio/Agosto 1952                 | Luglio/Agosto 1952                 | Luglio/Agosto 1952                 | Luglio/Agosto 1952                 |
| Eventi / Giorni                    | 19                                 | 20                                 | 21                                 | 22                                 | 23                                 | 24                                 | 25                                 | 26                                 | 27                                 | 28                                 | 29                                 | 30                                 | 31                                 | 1                                  | 2                                  | 3                                  |                                    |
| ---------------------------------- | ---------------------------------- | ---------------------------------- | ---------------------------------- | ---------------------------------- | ---------------------------------- | ---------------------------------- | ---------------------------------- | ---------------------------------- | ---------------------------------- | ---------------------------------- | ---------------------------------- | ---------------------------------- | ---------------------------------- | ---------------------------------- | ---------------------------------- | ---------------------------------- | ---------------------------------- |
| Gare maschili                      |                                    |                                    |                                    |                                    |                                    |                                    |                                    |                                    |                                    |                                    |                                    |                                    |                                    |                                    |                                    |                                    |                                    |
| 100 m stile libero                 |                                    |                                    |                                    |                                    |                                    |                                    |                                    | Batt. & Semif.                     | Finale                             |                                    |                                    |                                    |                                    |                                    |                                    |                                    |                                    |
| 400 m stile libero                 |                                    |                                    |                                    |                                    |                                    |                                    |                                    |                                    |                                    | Batterie                           | Semifi.                            | Finale                             |                                    |                                    |                                    |                                    |                                    |
| 1500 m stile libero                |                                    |                                    |                                    |                                    |                                    |                                    |                                    |                                    |                                    |                                    |                                    |                                    | Batterie                           |                                    | Finale                             |                                    |                                    |
| 4x200 m stile libero               |                                    |                                    |                                    |                                    |                                    |                                    |                                    |                                    |                                    | Batterie                           | Finale                             |                                    |                                    |                                    |                                    |                                    |                                    |
| 100 m dorso                        |                                    |                                    |                                    |                                    |                                    |                                    |                                    |                                    |                                    |                                    |                                    | Batterie                           | Semifi.                            | Finale                             |                                    |                                    |                                    |
| 200 m rana                         |                                    |                                    |                                    |                                    |                                    |                                    |                                    |                                    |                                    |                                    |                                    |                                    | Batterie                           | Semifi.                            | Finale                             |                                    |                                    |
| Gare femminili                     |                                    |                                    |                                    |                                    |                                    |                                    |                                    |                                    |                                    |                                    |                                    |                                    |                                    |                                    |                                    |                                    |                                    |
| 100 m stile libero                 |                                    |                                    |                                    |                                    |                                    |                                    |                                    | Batterie                           | Semifi.                            | Finale                             |                                    |                                    |                                    |                                    |                                    |                                    |                                    |
| 400 m stile libero                 |                                    |                                    |                                    |                                    |                                    |                                    |                                    |                                    |                                    |                                    |                                    |                                    | Batterie                           | Semifi.                            | Finale                             |                                    |                                    |
| 4x100 m stile libero               |                                    |                                    |                                    |                                    |                                    |                                    |                                    |                                    |                                    |                                    |                                    | Batterie                           |                                    | Finale                             |                                    |                                    |                                    |
| 100 m dorso                        |                                    |                                    |                                    |                                    |                                    |                                    |                                    |                                    |                                    |                                    | Batterie                           |                                    | Finale                             |                                    |                                    |                                    |                                    |
| 200 m rana                         |                                    |                                    |                                    |                                    |                                    |                                    |                                    | Batterie                           | Semifi.                            |                                    | Finale                             |                                    |                                    |                                    |                                    |                                    |                                    |

## Podi

### Maschili
| Evento                           | Oro                                                                   | Perform. | Argento                                                                | Perform. | Bronzo                                                       | Perform. |
| Stile libero                     |                                                                       |          |                                                                        |          |                                                              |          |
| 100 metri (dettagli)             | Clarke Scholes                                                        | 57"4     | Hiroshi Suzuki                                                         | 57"4     | Göran Larsson                                                | 58"2     |
| 400 metri (dettagli)             | Jean Boiteux                                                          | 4'30"7   | Ford Konno                                                             | 4'31"3   | Per-Olof Östrand                                             | 4'35"2   |
| 1500 metri (dettagli)            | Ford Konno                                                            | 18'30"3  | Shirō Hashizume                                                        | 18'41"4  | Tetsuo Okamoto                                               | 18'51"3  |
| Staffetta 4x200 metri (dettagli) | Stati Uniti Wayne Moore William Tripp Woolsey Ford Konno James McLane | 8'31"1   | Giappone Hiroshi Suzuki Yoshihiro Hamaguchi Tōru Gotō Teijirō Tanikawa | 8'33"5   | Francia Joseph Bernardo Aldo Eminente Alex Jany Jean Boiteux | 8'45"9   |
| Dorso                            |                                                                       |          |                                                                        |          |                                                              |          |
| 100 metri (dettagli)             | Yoshinobu Oyakawa                                                     | 1:05.4   | Gilbert Bozon                                                          | 1:06.2   | Jack George Taylor                                           | 1:06.4   |
| Rana                             |                                                                       |          |                                                                        |          |                                                              |          |
| 200 metri (dettagli)             | John Davies                                                           | 2'34"4   | Bowen Stassforth                                                       | 2'34"7   | Herbert Klein                                                | 2'35"9   |

### Femminili
| Evento                           | Oro                                                      | Perform. | Argento                                                                                       | Perform. | Bronzo                                                                     | Perform. |
| Stile libero                     |                                                          |          |                                                                                               |          |                                                                            |          |
| 100 metri (dettagli)             | Katalin Szőke                                            | 1'06"8   | Johanna Termeulen                                                                             | 1'07"0   | Judit Temes                                                                | 1'07"1   |
| 400 metri (dettagli)             | Valéria Gyenge                                           | 5'12"1   | Éva Novák                                                                                     | 5'13"7   | Evelyn Kawamoto                                                            | 5'14"6   |
| Staffetta 4x100 metri (dettagli) | Ungheria Ilona Novák Judit Temes Éva Novák Katalin Szőke | 4'24"4   | Paesi Bassi M.L. Linssen-Vaessen Koosje van Voorn Johanna Termeulen Irma Heijting-Schuhmacher | 4'29"0   | Stati Uniti Jacqueline LaVine Marilee Stepan Jody Alderson Evelyn Kawamoto | 4'30"1   |
| Dorso                            |                                                          |          |                                                                                               |          |                                                                            |          |
| 100 metri (dettagli)             | Joan Harrison                                            | 1'14"3   | Geertje Wielema                                                                               | 1'14"5   | Jean Stewart                                                               | 1'15"8   |
| Rana                             |                                                          |          |                                                                                               |          |                                                                            |          |
| 200 metri (dettagli)             | Éva Székely                                              | 2'51"7   | Éva Novák                                                                                     | 2'54"4   | Elenor Gordon                                                              | 2'57"6   |

## Medagliere
| Posizione | Paese         |    |    |    | Totale |
| --------- | ------------- | -- | -- | -- | ------ |
| 1         | Stati Uniti   | 4  | 2  | 3  | 9      |
| 2         | Ungheria      | 4  | 2  | 1  | 7      |
| 3         | Francia       | 1  | 1  | 1  | 3      |
| 4         | Australia     | 1  | 0  | 0  | 1      |
| 4         | Sudafrica     | 1  | 0  | 0  | 1      |
| 6         | Paesi Bassi   | 0  | 3  | 0  | 3      |
| 6         | Giappone      | 0  | 3  | 0  | 3      |
| 8         | Svezia        | 0  | 0  | 2  | 2      |
| 9         | Germania      | 0  | 0  | 1  | 1      |
| 9         | Gran Bretagna | 0  | 0  | 1  | 1      |
| 9         | Brasile       | 0  | 0  | 1  | 1      |
| 9         | Nuova Zelanda | 0  | 0  | 1  | 1      |
| Totale    | Totale        | 11 | 11 | 11 | 33     |